# William Warfield
William Warfield (22 de enero de 1920 - 26 de agosto de 2002) fue un bajo barítono estadounidense que nació en West Helena, Arkansas, creció en Rochester, Nueva York y murió en Urbana, Illinois.
Estudió en la Eastman School of Music de Rochester debutando en 1950 en el Town Hall de Nueva York. 
En 1952 protagonizó la gira del Departamento de Estado de Porgy and Bess totalizando seis giras, allí conoció a la soprano Leontyne Price con quien se casó. Se divorciaron en 1972.
Estrenó las Old American Songs de Aaron Copland en 1955 y trabajó con directores como Eugene Ormandy y Leonard Bernstein.
Participó en la versión cinematográfica de 1951 de Show Boat cantando Ol'man River y en otras versiones del musical.
Retirado del canto, se dedicó a la enseñanza en la Universidad de Urbana (Illinois) y a la narración en recitales, teatro y televisión.
En 1977 estableció la Beca William Warfield para cantantes.
En 1984 ganó un Premio Grammy por su narración de Lincoln Portrait de Copland con la Eastman Philharmonia Orchestra. 